# 敵のデザートを奪え!
敵のデザートを奪え！（てきのでざーとをうばえ！ Operation:C.A.K.E.D.）はカートゥーンネットワークで放映中の海外アニメKND ハチャメチャ大作戦のエピソードで、第1話Aパート。
米国では2002年11月29日に初出。日本初放送は2004年9月4日。
- 原作：Tom Warburton
- ストーリーボード：Maurice Fontenot

## あらすじ
バースデーケーキを奪うべく、宿敵・通りの向こうのおすましキッズの屋敷に乗り込んだKND。
だが、ローラという少女が変身したビッグ・バッド・思春期という恐ろしいモンスターに捕まって、無理矢理危険なパーティーゲームをやらされることになってしまう。

## 詳細
通りの向こうのおすましキッズの誕生日を祝うために、捕まった子供たちが無理矢理バースデーソングを歌わされている。
そこに颯爽と現われたKNDのセクターVはスカンク爆弾を投げつけ、子供たちを逃がすことに成功する。そのままおすましキッズを倒してバースデーケーキを奪おうとするが、パーティーに参加していたローラという女の子にパーティーゲームをして遊ぼうと引き止められてしまう。任務中にそんなことをしている暇はないと断るKNDだったが、ローラは気に入らないことがあると怒って「ビッグ・バッド・思春期」という化け物の姿に変身してしまう特異な少女だった。
結局ローラにボコボコにされてしまったセクターVの5人は仕方なくパーティーゲームに付き合うことになるが、それはKNDを痛い目に遭わせるためのゲームだった。一気にピンチに陥ったKNDだが、リーダーのナンバー1が機転を利かせておすましキッズに赤いプレゼント箱を開けるよう促し、そのカードに書かれていた「KND戦闘配置につけ！」というお決まりの台詞を合図に一気に形勢逆転。5人は見事にバースデーケーキを奪い、おすましキッズの屋敷を巨大なケーキナイフで一刀両断して、沢山のハムスターに引っ張らせて逃げようとする。
が、またそこでパーティーが終わってしまうことを怒ったローラが「ビッグ・バッド・思春期」に変身して、切断された屋敷の片方をつかんでKNDが逃げるのを阻止しようとしてくる。その反動でナンバー1がバースデーケーキを放り投げてしまい、それが見事にローラの頭に命中。ケーキは駄目になってしまったが、KNDたちは無事逃げることに成功する。
屋敷に残されたおすましキッズはローラのせいで作戦が失敗したことを嫌味っぽくとがめるが、バースデーケーキに使われていたのがココナッツクリームだったことに腹を立てたローラがまたもや「ビッグ・バッド・思春期」に変身。今度は逆に、おすましキッズたちに襲いかかるのであった。

## 主な登場人物
- ナンバー1
- ナンバー2
- ナンバー3
- ナンバー4
- ナンバー5
- 通りの向こうのおすましキッズ
- ローラ（ビッグ・バッド・思春期）

## 補足
パイロットフィルムのNo P in the OOL 以来初のエピソード。
ローラこと「ビッグ・バッド・思春期」はシーズン1後半の「静かに眠らせろ！」で、ツリーハウスを訪問するガールスカウトとして再登場する。